# Апоногетон курчавый
Апоногето́н курча́вый — водное растение, представитель единственного рода одноимённого семейства Апоногетоновые.

## Описание
Апоногетон курчавый представляет собой травянистый куст без стебля с удлинёнными волнистыми по краям листьями; жилкование листьев продольное, корневище клубневидное. Растение отличается большой изменчивостью форм как по рисунку, так и по окраске листьев. В природе встречается на острове Шри-Ланка.

## Культивация
Апоногетон курчавый при культивировании в аквариуме растёт в течение всего года, однако весной и осенью его рост замедляется. Оптимальная температура — не ниже 24—25 °C, в периоды замедления роста она может быть снижена до 18—20 °C, однако это не является обязательным. По химическим свойствам вода должна быть слабокислой или нейтральной (pH 6,5—7,2), довольно мягкой (жёсткость не более 6—8 немецких градусов). Часть воды необходимо периодически подменять. Растение не требовательно к условиям освещения, переносит затенение, но при длительном недостатке света внешний вид заметно ухудшается. Грунт необходим умеренно заилённый, избыток органических веществ в грунте приводит к заболеваниям корневой системы, оптимальным является грунт, состоящий из мелкой гальки, уложенный слоем не более 5 сантиметров. 

Курчавый апоногетон размножается как семенами, так и вегетативно. Цветение происходит в конце лета, при перекрёстном опылении образуются семена, прорастающие на песке, покрытом водой при температуре 26—28 °C. При вегетативном размножении корневища в конце периода покоя (весной или осенью) разрезают на несколько частей с ростовыми почками, из которых развиваются новые растения.